# NGC 602
NGC 602 é um aglomerado aberto com nebulosa na direção da constelação de Hydrus. O objeto foi descoberto pelo astrônomo James Dunlop em 1826, usando um telescópio refletor com abertura de 9 polegadas. 